# Campeonato Sul e Centro-Americano de Handebol Feminino de 2021
O Campeonato Sul e Centro-Americano de Handebol Feminino de 2021 foi a segunda edição do campeonato e sendo realizado entre os dias de 5 a 9 de outubro de 2021 em Assunção, Paraguai sob a organização da Confederação Sul e Centro Americana de Handebol. É a primeira vez na história que o campeonato é organizado pela Confederação Paraguaia de Handebol. Também atua como torneio de qualificação para o Campeonato Mundial de Handebol Feminino de 2021, com as três primeiras equipes se classificando.
O Brasil conquistou seu segundo título em duas edições com uma vitória sobre a Argentina.

## Formato
O formato contou com 6 seleções jogando em formato de todos contra todos em formato de turno único. Os três primeiros colocados garante vaga no próximo Mundial Feminino. O primeiro colocado terminará como campeão.

## Qualificação

### Histórico dos Classificados
| País      | Participações anteriores |
| --------- | ------------------------ |
| Argentina | 1 (2018)                 |
| Bolívia   | 0 (estreante)            |
| Brasil    | 1 (2018)                 |
| Chile     | 1 (2018)                 |
| Nicarágua | 0 (estreante)            |
| Paraguai  | 1 (2018)                 |
| Uruguai   | 1 (2018)                 |

- Como a Nicarágua não conseguiu dinheiro suficiente para a viagem, elas foram substituídas pelo Chile.[3][4]

1 Negrito indica o campeão do referido ano
2 Itálico indica país sede do referido campeonato

## Classificação
|  | Qualificadas para o Mundial |

Critérios de desempate: 1) pontos; 2) confronto direto; 3) diferença de gols no confronto direto; 4) número de gols feitos no confronto direto; 5) diferença de gols.
| Pos | Equipe    | Pts | J | V | E | D | GP  | GC  | SG  |
| --- | --------- | --- | - | - | - | - | --- | --- | --- |
| 1   | Brasil    | 8   | 4 | 4 | 0 | 0 | 139 | 72  | +67 |
| 2   | Argentina | 6   | 4 | 3 | 0 | 1 | 99  | 78  | +21 |
| 3   | Chile     | 4   | 4 | 2 | 0 | 2 | 83  | 105 | −22 |
| 4   | Uruguai   | 2   | 4 | 1 | 0 | 3 | 87  | 111 | −24 |
| 5   | Paraguai  | 0   | 4 | 0 | 0 | 4 | 85  | 127 | −42 |
| 6   | Bolívia   | 0   | 4 | 0 | 0 | 4 | 85  | 127 | −42 |

## Resultados
Todos as partidas estão no fuso oficial de Assunção.
| 05 de Outubro 16:00 | Brasil      | 39–22     | Chile    | Estadio Comite Olimpico Paraguaio, Assunção Árbitros: Estrada, Pineda |
| 05 de Outubro 16:00 | Quintino 11 | (18–9)    | Lovera 5 | Estadio Comite Olimpico Paraguaio, Assunção Árbitros: Estrada, Pineda |
| 05 de Outubro 16:00 | 4× 1×       | Relatório | 5×       | Estadio Comite Olimpico Paraguaio, Assunção Árbitros: Estrada, Pineda |

| 05 de Outubro 18:00 | Argentina | 57–2      | Bolívia     | Estadio Comite Olimpico Paraguaio, Assunção Árbitros: Osaldo, Cobá |
| 05 de Outubro 18:00 | Urban 13  | (32–1)    | Anze, Pol 1 | Estadio Comite Olimpico Paraguaio, Assunção Árbitros: Osaldo, Cobá |
| 05 de Outubro 18:00 | 1×        | Relatório | 5×          | Estadio Comite Olimpico Paraguaio, Assunção Árbitros: Osaldo, Cobá |

| 05 de Outubro 20:00 | Paraguai | 25–25     | Uruguai   | Estadio Comite Olimpico Paraguaio, Assunção Árbitros: Correa, Conberse |
| 05 de Outubro 20:00 | Acuña 7  | (11–10)   | Pessina 4 | Estadio Comite Olimpico Paraguaio, Assunção Árbitros: Correa, Conberse |
| 05 de Outubro 20:00 | 3× 1×    | Relatório | 6×        | Estadio Comite Olimpico Paraguaio, Assunção Árbitros: Correa, Conberse |

| 06 de Outubro 16:00 | Bolívia    | 9–71      | Paraguai   | Estadio Comite Olimpico Paraguaio, Assunção Árbitros: Lemes, Sosa |
| 06 de Outubro 16:00 | Castillo 4 | (3–34)    | Fleitas 19 | Estadio Comite Olimpico Paraguaio, Assunção Árbitros: Lemes, Sosa |
| 06 de Outubro 16:00 | 2×         | Relatório | 2×         | Estadio Comite Olimpico Paraguaio, Assunção Árbitros: Lemes, Sosa |

| 06 de Outubro 18:00 | Uruguai  | 18–36     | Brasil | Estadio Comite Olimpico Paraguaio, Assunção Árbitros: Pineda, Estrada |
| 06 de Outubro 18:00 | Bianco 5 | (7–15)    | Belo 7 | Estadio Comite Olimpico Paraguaio, Assunção Árbitros: Pineda, Estrada |
| 06 de Outubro 18:00 | 3× 1×    | Relatório | 4×     | Estadio Comite Olimpico Paraguaio, Assunção Árbitros: Pineda, Estrada |

| 06 de Outubro 20:00 | Chile    | 17–26     | Argentina     | Estadio Comite Olimpico Paraguaio, Assunção Árbitros: Correa, Correa |
| 06 de Outubro 20:00 | Lovera 3 | (4–13)    | Dalle Crode 4 | Estadio Comite Olimpico Paraguaio, Assunção Árbitros: Correa, Correa |
| 06 de Outubro 20:00 | 3× 1×    | Relatório | 5× 1×         | Estadio Comite Olimpico Paraguaio, Assunção Árbitros: Correa, Correa |

| 07 de Outubro 16:00 | Brasil    | 10–0 | Bolívia | Estadio Comite Olimpico Paraguaio, Assunção Árbitros: Osaldo, Cobá |
| 07 de Outubro 16:00 | Relatório |      |         | Estadio Comite Olimpico Paraguaio, Assunção Árbitros: Osaldo, Cobá |
| 07 de Outubro 16:00 |           |      |         | Estadio Comite Olimpico Paraguaio, Assunção Árbitros: Osaldo, Cobá |

| 07 de Outubro 18:00 | Chile    | 21–21     | Uruguai | Estadio Comite Olimpico Paraguaio, Assunção Árbitros: Correa, Conberse |
| 07 de Outubro 18:00 | Lovera 8 | (9–7)     | Fynn 5  | Estadio Comite Olimpico Paraguaio, Assunção Árbitros: Correa, Conberse |
| 07 de Outubro 18:00 | 3×       | Relatório | 6×      | Estadio Comite Olimpico Paraguaio, Assunção Árbitros: Correa, Conberse |

| 07 de Outubro 20:00 | Argentina | 29–13     | Paraguai | Estadio Comite Olimpico Paraguaio, Assunção Árbitros: Araújo, Perdomo |
| 07 de Outubro 20:00 | Karsten 7 | (14–5)    | Acuña 6  | Estadio Comite Olimpico Paraguaio, Assunção Árbitros: Araújo, Perdomo |
| 07 de Outubro 20:00 | 2×        | Relatório | 5× 1×    | Estadio Comite Olimpico Paraguaio, Assunção Árbitros: Araújo, Perdomo |

| 08 de Outubro 16:00 | Bolívia    | 13–66     | Chile     | Estadio Comite Olimpico Paraguaio, Assunção Árbitros: Estrada, Pineda |
| 08 de Outubro 16:00 | Castillo 6 | (4–27)    | Lovera 14 | Estadio Comite Olimpico Paraguaio, Assunção Árbitros: Estrada, Pineda |
| 08 de Outubro 16:00 | 3×         | Relatório | 1×        | Estadio Comite Olimpico Paraguaio, Assunção Árbitros: Estrada, Pineda |

| 08 de Outubro 18:00 | Argentina | 33–15     | Uruguai  | Estadio Comite Olimpico Paraguaio, Assunção Árbitros: Corrêa, Corrêa |
| 08 de Outubro 18:00 | Karsten 9 | (14–11)   | Grosso 5 | Estadio Comite Olimpico Paraguaio, Assunção Árbitros: Corrêa, Corrêa |
| 08 de Outubro 18:00 | 2×        | Relatório | 6×       | Estadio Comite Olimpico Paraguaio, Assunção Árbitros: Corrêa, Corrêa |

| 08 de Outubro 20:00 | Paraguai    | 17–42     | Brasil      | Estadio Comite Olimpico Paraguaio, Assunção Árbitros: Araújo, Perdomo |
| 08 de Outubro 20:00 | Fernández 4 | (5–22)    | De Castro 6 | Estadio Comite Olimpico Paraguaio, Assunção Árbitros: Araújo, Perdomo |
| 08 de Outubro 20:00 | 2×          | Relatório | 1×          | Estadio Comite Olimpico Paraguaio, Assunção Árbitros: Araújo, Perdomo |

| 09 de Outubro 16:00 | Uruguai              | 66–12     | Bolívia | Estadio Comite Olimpico Paraguaio, Assunção Árbitros: Cobá, Osaldo |
| 09 de Outubro 16:00 | Eastman, Tournier 13 | (29–6)    | Pol 4   | Estadio Comite Olimpico Paraguaio, Assunção Árbitros: Cobá, Osaldo |
| 09 de Outubro 16:00 | 1×                   | Relatório | 3×      | Estadio Comite Olimpico Paraguaio, Assunção Árbitros: Cobá, Osaldo |

| 09 de Outubro 18:00 | Paraguai  | 26–23     | Chile    | Estadio Comite Olimpico Paraguaio, Assunção Árbitros: Correa, Conberse |
| 09 de Outubro 18:00 | Mendoza 7 | (14–13)   | Lovera 8 | Estadio Comite Olimpico Paraguaio, Assunção Árbitros: Correa, Conberse |
| 09 de Outubro 18:00 | 6× 2×     | Relatório | 4× 1×    | Estadio Comite Olimpico Paraguaio, Assunção Árbitros: Correa, Conberse |

| 09 de Outubro 20:00 | Brasil     | 31–22     | Argentina | Estadio Comite Olimpico Paraguaio, Assunção Árbitros: Lemes, Sosa |
| 09 de Outubro 20:00 | Quintino 7 | (17–8)    | Cavo 5    | Estadio Comite Olimpico Paraguaio, Assunção Árbitros: Lemes, Sosa |
| 09 de Outubro 20:00 | 4× 1×      | Relatório | 2×        | Estadio Comite Olimpico Paraguaio, Assunção Árbitros: Lemes, Sosa |

## Classificação Final
| Rank | Seleção   |
| ---- | --------- |
| 1    | Brasil    |
| 2    | Argentina |
| 3    | Paraguai  |
| 4    | Uruguai   |
| 5    | Chile     |
| 6    | Bolívia   |

|  | Classificada para o Campeonato Mundial de Handebol Feminino de 2021 |